# 豊川市図書館
豊川市図書館（とよかわしとしょかん）は、愛知県豊川市にある図書館の総称。諏訪1丁目にある豊川市中央図書館を中央館とし、旧宝飯郡音羽町の音羽生涯学習会館にある豊川市音羽図書館、旧宝飯郡御津町の御津文化会館にある豊川市御津図書館、旧宝飯郡一宮町の一宮生涯学習会館にある豊川市一宮図書館、旧宝飯郡小坂井町のこざかい葵風館にある豊川市小坂井図書館の4分館からなる。
2011年度末の総蔵書点数は547,685点、2011年度の貸出点数は1,364,269点だった。2011年度末の豊川市の人口は185,282人であり、2011年度の住民1人当たり貸出冊数は7.4冊だった。2012年度の図書館費は272,192,000円（予算）であり、うち図書購入費を含む備品購入費は34,254,000円だった。

## 歴史

### 平成の大合併以前
- 1972年（昭和47年）4月1日 : 宝飯郡小坂井町の小坂井中央公民館（現・豊川市小坂井生涯学習会館）に小坂井町中央公民館図書室が開室[7]。
- 1972年（昭和47年）6月 : 豊川市諏訪3丁目に豊川市立図書館が開館[8][9]。
- 1975年（昭和50年）1月15日 : 宝飯郡御津町の御津町中央公民館に御津町中央公民館図書室が開室[10]。
- 1995年（平成7年）4月2日 : 御津町の御津町文化会館（現・豊川市御津文化会館）に御津町文化会館図書室が開室[11]。
- 1999年（平成11年）7月 : 宝飯郡音羽町の音羽生涯学習会館（現・豊川市音羽生涯学習会館）に音羽町立図書館が開館[12]。
- 1999年（平成11年）7月16日 : 豊川市諏訪1丁目に豊川市中央図書館が開館[13]。

### 平成の大合併以後
- 2006年（平成18年）2月1日 : 豊川市が宝飯郡一宮町を編入合併。一宮町中央公民館図書室は豊川市一宮図書室に改称。
- 2008年（平成20年）1月15日 : 豊川市が宝飯郡音羽町と御津町を編入合併。音羽町立図書館は豊川市立音羽図書館に改称。御津町文化会館図書室は豊川市御津図書館に改称[14]。
- 2010年（平成22年）2月1日 : 豊川市が宝飯郡小坂井町を編入合併。小坂井町中央公民館図書室は豊川市小坂井図書室に改称。
- 2013年（平成25年）10月1日 : 豊川市一宮図書室は豊川市一宮図書館に改称[15]。豊川市小坂井図書室は豊川市小坂井図書館に改称[15]。
- 2021年（令和3年）5月2日 : 豊川市小坂井図書館の新館がこざかい葵風館に開館。

## 各館

### 中央図書館

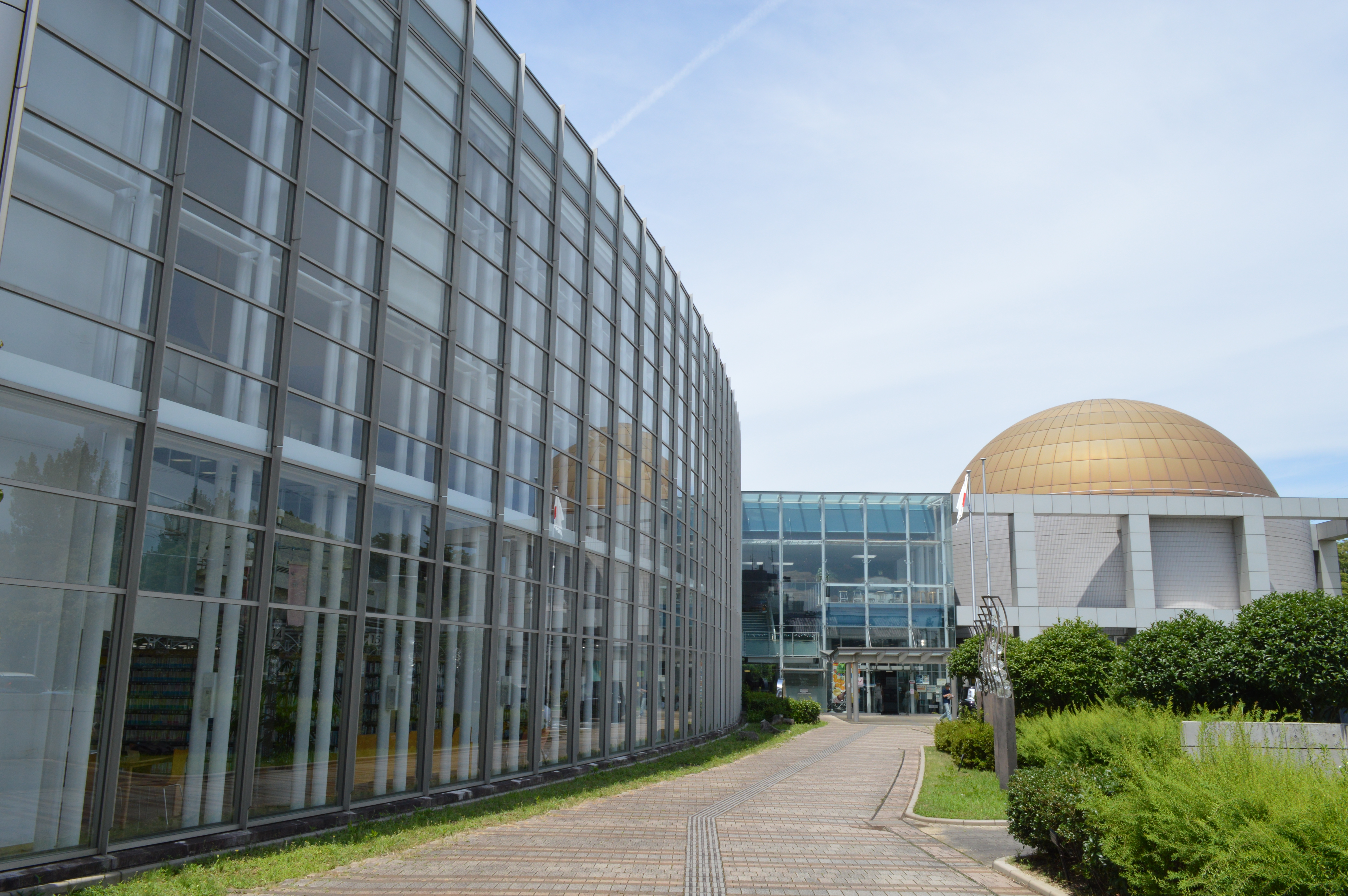
豊川市中央図書館

1972年（昭和47年）6月、市街地中心部の市田町諏訪林181番地（現在の諏訪3丁目）に豊川市立図書館が開館した。1階にはホール・事務室・児童室など、2階には閲覧室・視聴覚室・12,000冊収容の書庫など、3階は天体や星座の観測ができる90人収容のプラネタリウムがあった。
1999年（平成11年）7月16日には諏訪1丁目に豊川市中央図書館が開館した。この建物は2000年（平成12年）6月に日本照明学会優秀照明施設支部長奨励賞を受賞し、同年12月には第15回日本建築学会東海賞を受賞している。豊川市中央図書館は豊川市役所に近く、市民の憩いの場である豊川公園に隣接している。図書館と豊川公園を隔てる道路には1kmの間に280本の桜が植えられており、町名を冠して「諏訪の桜トンネル」と呼ばれている。

### 音羽図書館

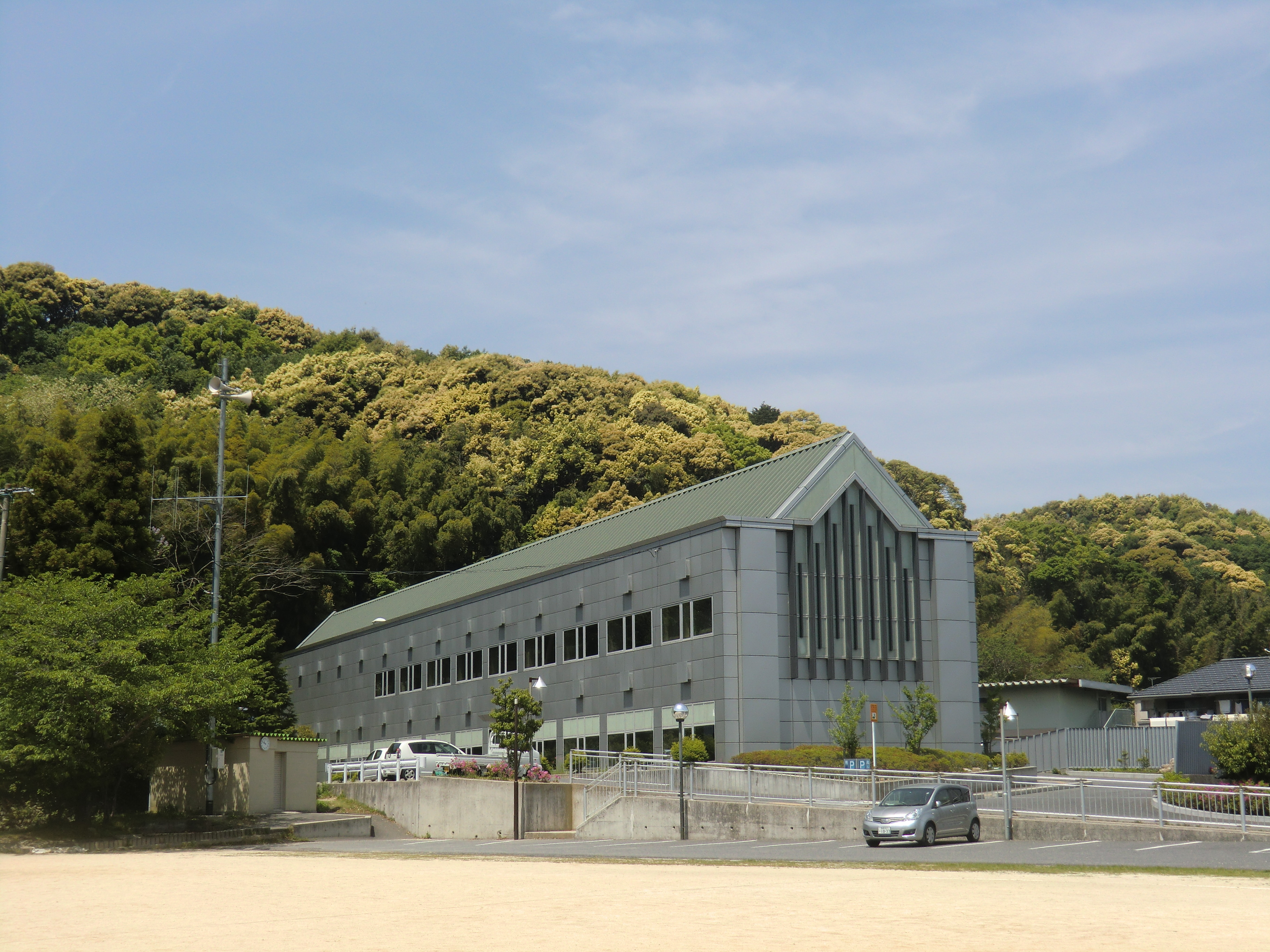
豊川市音羽図書館が入っている音羽生涯学習会館

宝飯郡音羽町の生涯学習推進事業施設整備部会が行ったアンケートでは、文化会館の要望が最も高かった。これを受けて音羽町は1998年（平成10年）に庁舎跡地施設整備検討委員会を設置し、1999年（平成11年）に公民館・図書館・資料館の複合施設を建設することを決定した。
2000年（平成12年）1月4日に新庁舎に移転した旧音羽町役場の建物を改修して、2000年7月に音羽生涯学習会館（現・豊川市音羽生涯学習会館）が開館し、1階に音羽町立図書館が設置された。音羽生涯学習会館の敷地面積は7,209.0m2であり、建築面積は959.18m2、延床面積は1,778.27m2、図書館部分の床面積は725.51mである2。建物の建設費は3億6000万円である。鉄筋コンクリート造一部鉄骨造の2階建である。かつての東海道の宿場町（赤坂宿）に立地することから切妻屋根としており、宿場や街道に関する資料の特設コーナーがある。蔵書収容能力は開架が28,000冊、閉架が22,000冊、計50,000冊。
2001年度までの利用者カード登録者数は音羽町在住者が2,147人、音羽町外在住者が1,083人であり、近隣自治体からの利用も多い。2001年度末の蔵書数は一般書19,480点、児童書6,573点、雑誌1,532点、視聴覚資料1,590点などだった。2001年度の貸出数は一般書42,232点、児童書11,262点、絵本12,320点、紙芝居1,473点、大活字本24点、雑誌3,534点などだった。
2008年（平成20年）1月に豊川市が音羽町を編入合併したことで、音羽町立図書館は豊川市音羽図書館に改称した。公共交通機関では名鉄名古屋本線名電赤坂駅から徒歩約15分である。

### 御津図書館

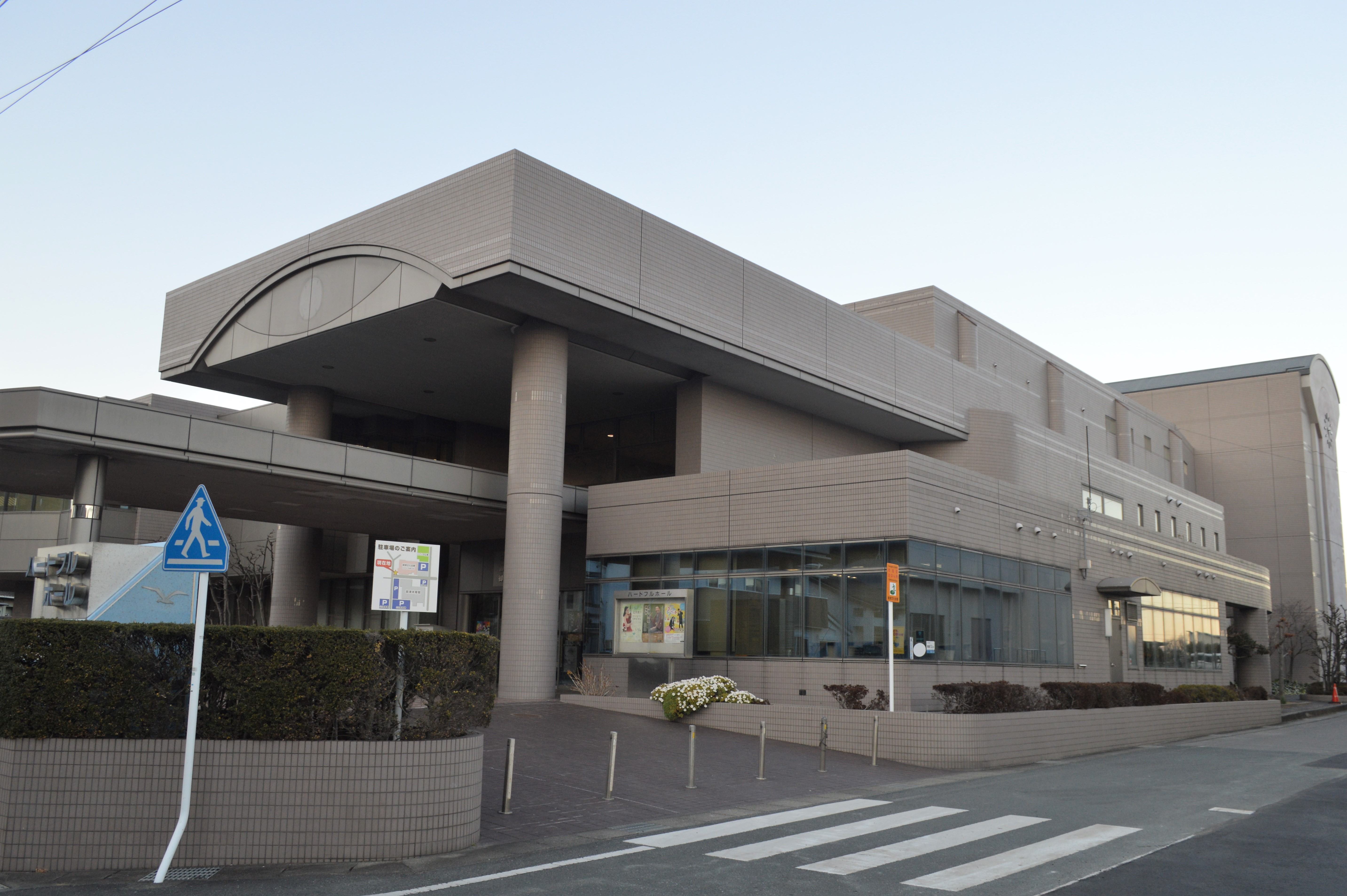
豊川市御津図書館が入っている豊川市御津文化会館

1975年（昭和50年）1月15日には宝飯郡御津町に御津町中央公民館（現・豊川市御津文化会館）が竣工し、中央公民館図書室では図書の貸出や講座の実施が行われた。御津町中央公民館の敷地面積は7,403.2m2であり、図書館部分の床面積は925.14m2。建物は鉄筋コンクリート造の2階建である。蔵書収容能力は開架が50,000冊、閉架が26,000冊、計76,000冊。
開館当時は蔵書数が少なかったため、御津町立御津中学校のPTAが寄贈を呼び掛けるなどし、1975年度に1,133冊だった蔵書数は、1980年度には4,723冊、1985年度には8,618冊となり、1987年度には1万冊を超えた。寄贈された図書の中には御津町文化協会短歌部会員の著書も数多く含まれ、同会の会報『アララギ』はほとんどすべてそろっている。
1995年（平成7年）1月には御津町文化会館（現・豊川市御津文化会館）が開館し、4月2日には建物内に御津町文化会館図書室が開室。開館時の蔵書数は約25,000冊であり、最終的には5万冊に達する予定である。開館時間は9時から17時、休館日は毎週月曜・月末日・年末年始、開館時の貸出冊数は3冊までだった。
2008年（平成20年）1月に豊川市が御津町を編入合併したことで、御津町文化会館図書室は豊川市御津図書館に改称した。公共交通機関ではJR東海道本線愛知御津駅から徒歩10分である。

### 小坂井図書館

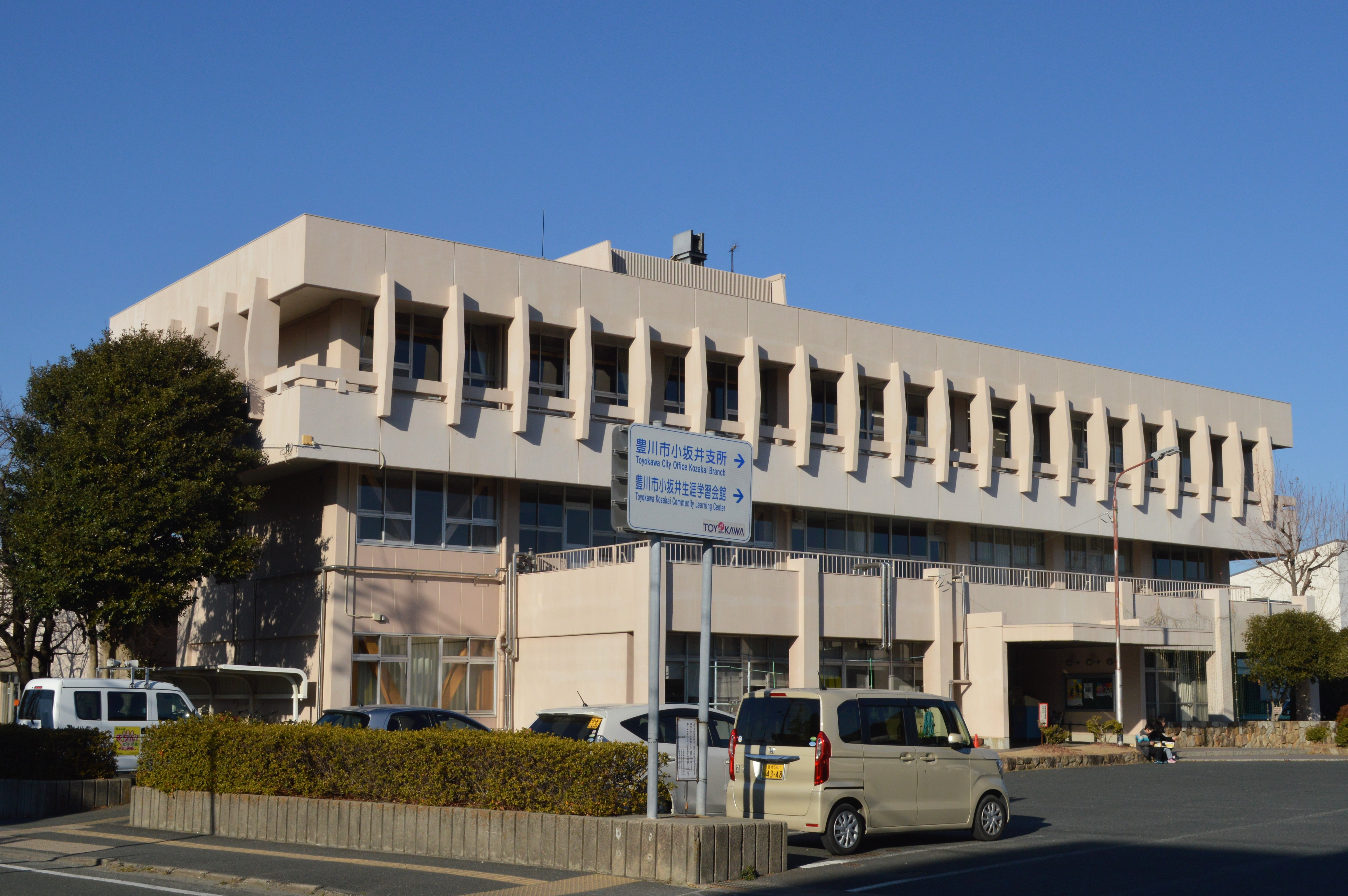
かつて豊川市小坂井図書館が入っていた豊川市小坂井生涯学習会館

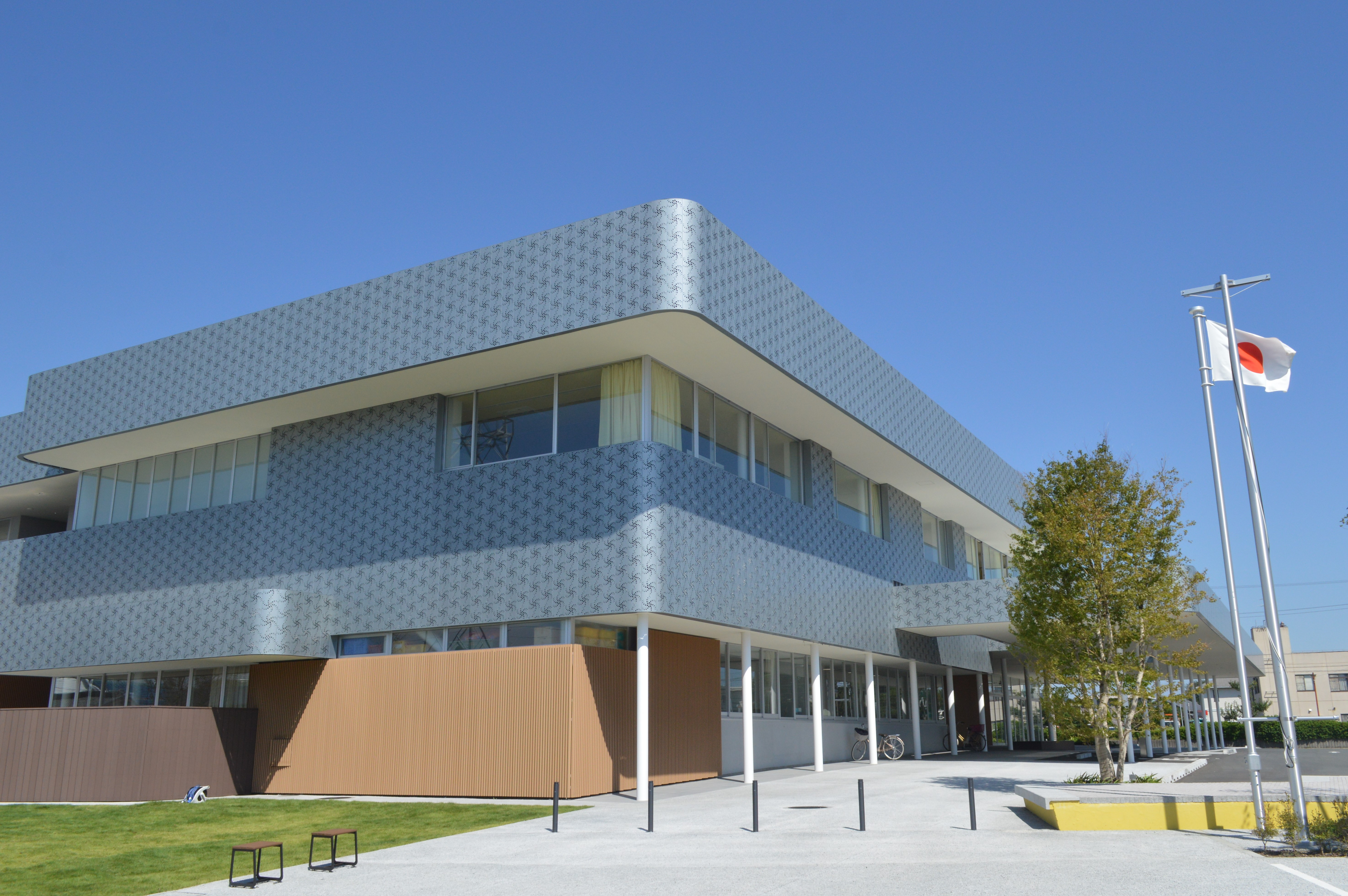
豊川市小坂井図書館が入っているこざかい葵風館

宝飯郡小坂井町の小坂井町公民館は戦時中に建てられた住友金属工業の木造食堂を転用した建物であり、老朽化して危険な状態だった。そこで小坂井町は1971年（昭和46年）に中央公民館の建設を決定し、小坂井町役場東側の民有地3,747.42m2を購入。建設費は国庫補助金・県費補助金・地方債・町費を合わせて1億4000万円である。
1971年7月27日に着工、1972年（昭和47年）2月21日に竣工し、4月1日の建物開館に合わせて小坂井町中央公民館図書室が開室した。鉄筋コンクリート造3階建（一部4階建）の建物であり、延床面積は1,752.55m2である。1972年度の図書室の利用者は約2,600人だった。
2010年（平成22年）2月1日に豊川市が小坂井町を編入合併した際、小坂井町中央公民館図書室は豊川市小坂井図書室に改称した。2013年（平成25年）10月1日、豊川市小坂井図書室は豊川市小坂井図書館に改称し、図書館法における「図書館」となった。
小坂井図書館が入る豊川市小坂井生涯学習会館は老朽化が進んでいたことから、豊川市は2015年度に小坂井地区の公共施設再編の検討を開始し、市民向けワークショップなどを行って計画を練った。2021年（令和3年）5月2日、豊川市小坂井図書館の新館がこざかい葵風館に開館した。

### 一宮図書館

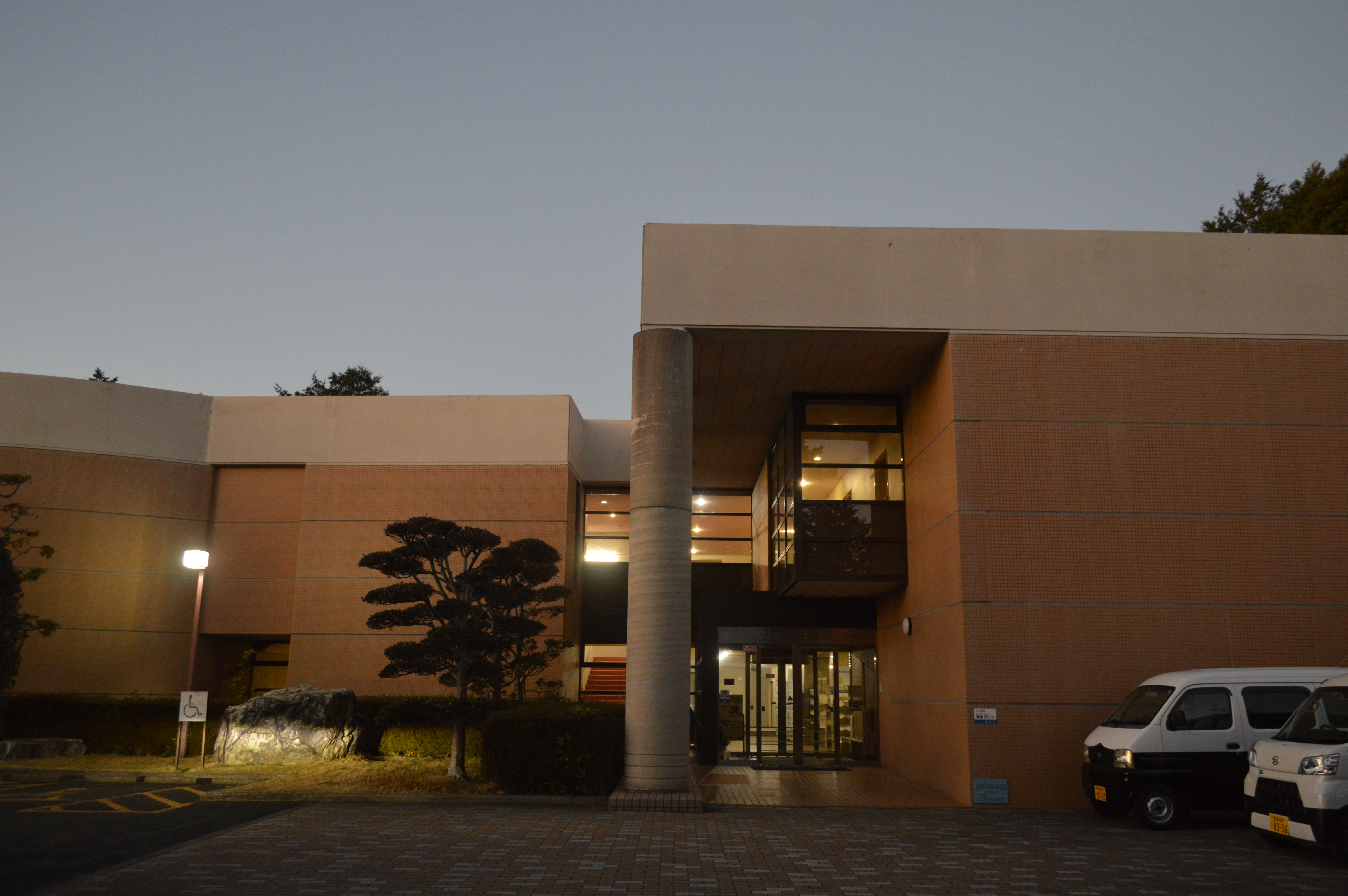
豊川市一宮図書館が入っている豊川市一宮生涯学習会館

## 利用案内
| 豊川市図書館の利用案内 | 豊川市図書館の利用案内                                                                    | 豊川市図書館の利用案内                                                                    |
|                        | 中央図書館                                                                                | 分館                                                                                      |
| ---------------------- | ----------------------------------------------------------------------------------------- | ----------------------------------------------------------------------------------------- |
| 開館時間               | 9時30分-18時 （金曜日は9時-19時） （6月-9月の平日は9時-19時）                             | 9時-17時                                                                                  |
| 休館日                 | 毎週月曜日、祝日の翌日、毎月第3水曜日、年末年始、特別整理期間                             | 毎週月曜日、祝日の翌日、毎月第3水曜日、年末年始、特別整理期間                             |
| 貸出点数               | 図書は10冊まで・視聴覚資料は2点まで                                                       | 図書は10冊まで・視聴覚資料は2点まで                                                       |
| 貸出期間               | 15日以内                                                                                  | 15日以内                                                                                  |
| 貸出可能者             | 東三河地方（豊川市・豊橋市・新城市・田原市・北設楽郡）・ 岡崎市・額田郡在住・在勤・在学者 | 東三河地方（豊川市・豊橋市・新城市・田原市・北設楽郡）・ 岡崎市・額田郡在住・在勤・在学者 |